# Hans Majestet Kongens Garde

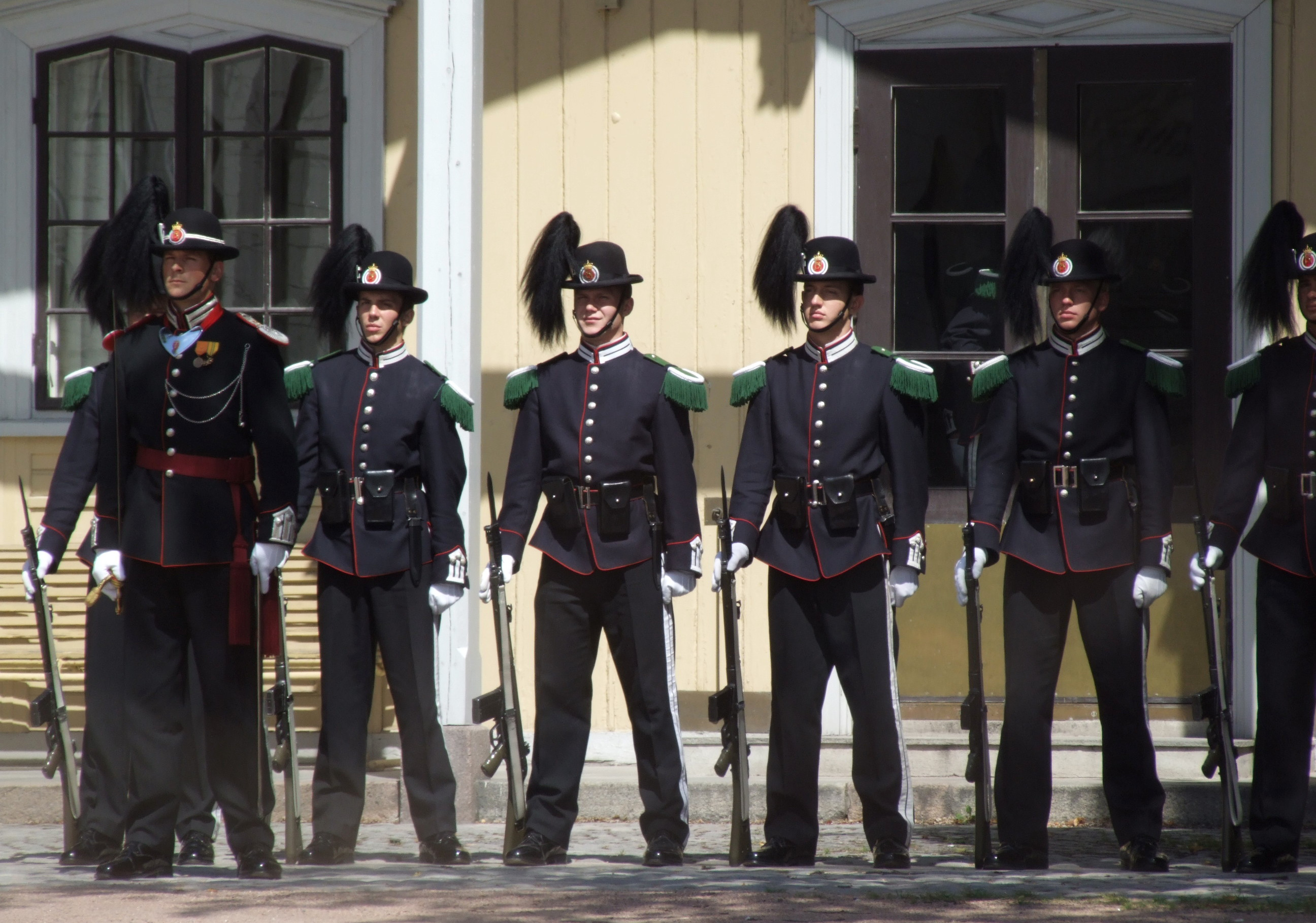
Gwardziści królewscy podczas zmiany warty

Hans Majestet Kongens Garde (HMKG) (Gwardia Jego Królewskiej Mości) – elitarny batalion lekkiej piechoty z Oslo. Batalion odgrywa podwójną rolę – jest norweską gwardią królewską strzegącą bezpieczeństwa rodziny monarszej, ochrania główną rezydencję króla – Pałac Królewski w Oslo (Slottet), rezydencję następcy tronu – Skaugum (na przedmieściach stolicy), Dwór Królewski na półwyspie Bygdøy oraz Twierdzę Akershus, jest również główną jednostką wojskową w Oslo.
Nominalnie głównodowodzącym batalionu jest panujący król Norwegii. Od 1972 maskotką oraz patronem batalionu jest pingwin królewski Nils Olav (obecnie Nils Olav III), żyjący w ZOO w Edynburgu. Główną siedzibą gwardii królewskiej jest Huseby Leir położone w dawnym gospodarstwie będącym własnością norweskiego rządu od XVIII wieku.
W jednostce służy ok. 900 żołnierzy oraz 250–400 rekrutów. Składa się z trzech kompanii strzelców (1., 2. i 4. Kompania, każda ma pięć plutonów: dowodzenia, eskortowy, zmechanizowany, wartowniczy, rozpoznania), kompanii dowodzenia i wsparcia (5. Kompania), orkiestry wojskowej i oddziału łączności (3. Kompania) oraz jednostki szkolnej (6. Kompania).
Dewiza batalionu brzmi Alt for Kongen – "Wszystko dla króla".

## Historia
Gwardia królewska w sile kompanii została powołana w 1856 przez ówczesnego króla Szwecji i Norwegii Oskara I i liczyła 38 ludzi ze Szwadronu Konnych Strzelców Wyborowych z Akershus (Agerhusiske ridende Jægercorpses gevorbne Escadron). Ich głównym zadaniem było utrzymywanie łączności pomiędzy Sztokholmem a Christianią (dzisiejszym Oslo). Od 1888 na stałe znajdowała się w stolicy Norwegii.
Po uzyskaniu w 1905 pełnej niepodległości przez Norwegów król Haakon VII zwiększył gwardię królewską do rozmiarów batalionu.
Podczas ataku niemieckiego na Norwegię w 1940 jednostka wyróżniła się w boju podczas bitwy w Midtskogen Gård, kiedy oddziały Wehrmachtu usiłowały złapać rodzinę królewską oraz członków rządu i parlamentu. Bitwa zakończyła się zwycięstwem Norwegów, a gwardziści wzięli udział w jeszcze jednym starciu z Niemcami w Lundehøgda, niedaleko Lillehammer.
Współcześnie stanowią jedną z atrakcji turystycznych Oslo. Codziennie między 13.30 a 14 odbywa się przed Pałacem Królewskim uroczysta zmiana warty, której towarzyszą licznie zgromadzeni turyści. Gwardziści pełnią też funkcje ceremonialne podczas corocznej wizyty króla w norweskim parlamencie, wizyt zagranicznych głów państw oraz podczas świąt państwowych.
Aktualnie dowódcą batalionu jest podpułkownik Ingrid Gjerde.

## Umundurowanie
Żołnierze z Hans Majestet Kongens Garde noszą ciemnogranatowe uniformy. Nakrycia głowy wzorowane są na kapeluszach włoskich bersalierów. Znajduje się na nich rozeta w barwach flagi norweskiej z symbolem panującego monarchy (obecnie Haralda V).